# Crook County (Oregon)
Crook County is een van de 36 county's in de Amerikaanse staat Oregon.
De county heeft een landoppervlakte van 7.717 km² en telt 19.182 inwoners (volkstelling 2000). De hoofdplaats is Prineville.

## Bevolkingsontwikkeling

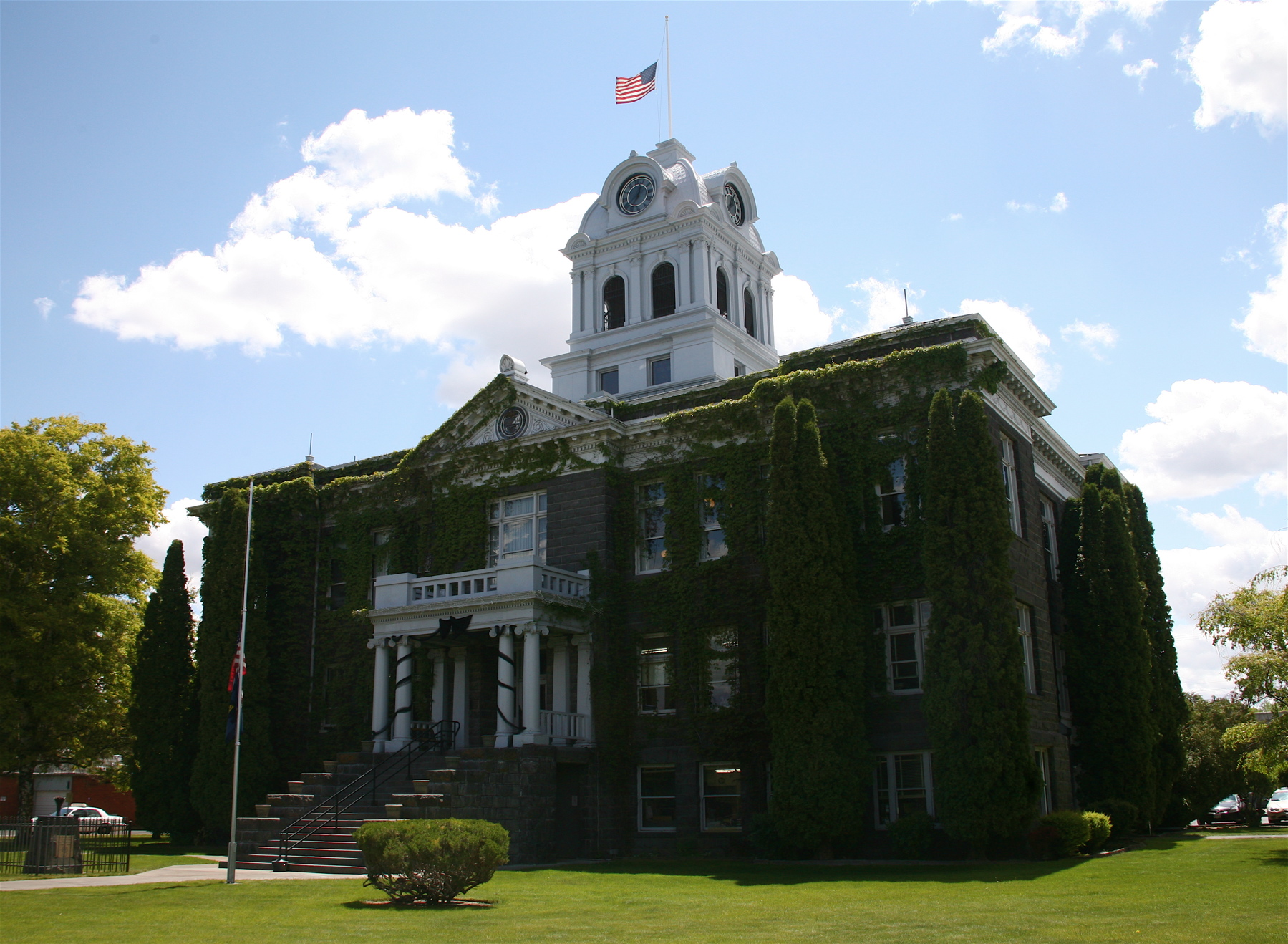
Crook County Courthouse

Baker · Benton · Clackamas · Clatsop · Columbia · Coos · Crook · Curry · Deschutes · Douglas · Gilliam · Grant · Harney · Hood River · Jackson · Jefferson · Josephine · Klamath · Lake · Lane · Lincoln · Linn · Malheur · Marion · Morrow · Multnomah · Polk · Sherman · Tillamook · Umatilla · Union · Wallowa · Wasco · Washington · Wheeler · Yamhill